# Cantone di Segonzac
Il Cantone di Segonzac era una divisione amministrativa dell'arrondissement di Cognac.
A seguito della riforma approvata con decreto del 20 febbraio 2014, che ha avuto attuazione dopo le elezioni dipartimentali del 2015, è stato soppresso.

## Composizione
Comprendeva i comuni di:
- Ambleville
- Angeac-Champagne
- Bourg-Charente
- Criteuil-la-Magdeleine
- Gensac-la-Pallue
- Genté
- Gondeville
- Juillac-le-Coq
- Lignières-Sonneville
- Mainxe
- Saint-Fort-sur-le-Né
- Saint-Même-les-Carrières
- Saint-Preuil
- Salles-d'Angles
- Segonzac
- Verrières